# Negros Occidental

Provinsens läge i Filippinerna

Negros Occidental är en provins i Filippinerna, belägen på ön Negros. Den ligger i regionen Västra Visayas och har 2 903 600 invånare (2006) på en yta av 7 926 km². Administrativ huvudort är Bacolod City.
Provinsen är indelad i 19 kommuner och 13 städer. Större städer och orter är Bacolod City, Bago City, Cadiz City, Escalante, Himamaylan, Kabankalan, La Carlota City, Sagay City, San Carlos City, Silay City, Sipalay, Talisay och Victorias.